# Дескле
Дескле (словен. Deskle, итал. Descla) је насељено место у општини Канал об Сочи, Горишка регија, Словенија.

## Историја
До територијалне реорганизације у Словенији било је у саставу старе општине Нова Горица.

## Становништво
У попису становништва из 2011. године, Дескле је имало 1.279 становника.
| Број становника према пописима | Број становника према пописима | Број становника према пописима |
| ------------------------------ | ------------------------------ | ------------------------------ |
| 1991                           | 2002                           | 2011                           |
| 1.453                          | 1.324                          | 1.279                          |

Напомена: Године 2001. извршена је мања размена територија између насеља Дескле и Плаве.